# 王晓籁

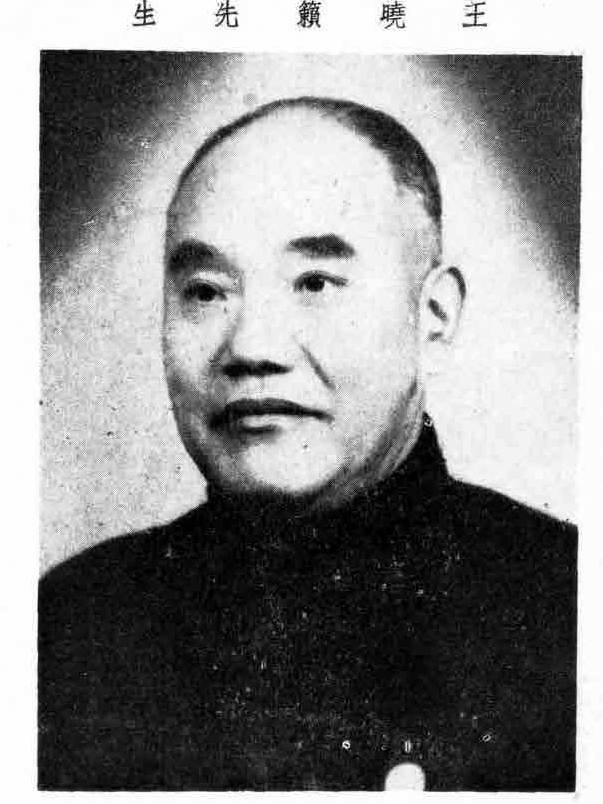
王曉籟

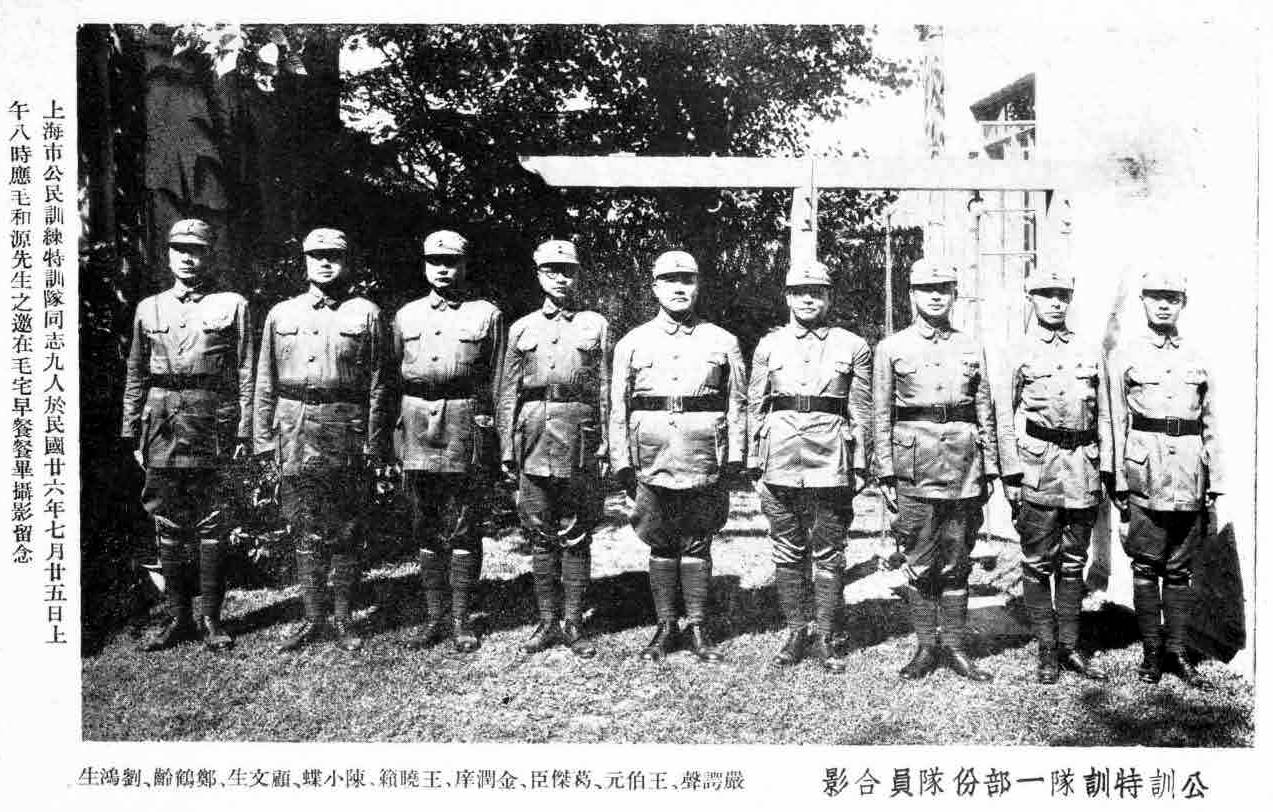
右五王曉籟

王晓籁（1886年—1967年6月15日），名孝赉，别号得天，后改号晓来，浙江嵊县人，企业家。

## 生平
自幼讀經，童試名列前茅，二十歲至滬從商，經營茶、蠶、絲、紗等等。1907年，加入光复会。
担任过上海商业银行董事、中央信托公司董事。1924年，當選上海總商會会董，主持上海公共租界纳税华人会、闸北商会、紹興旅滬同鄉會。7月16日，他和盛冠中以上海總商會代表的身份赴粵，其時上海總商會改選，孫傳芳支持傅筱庵，王曉籟奉虞洽卿之命赴粵，另有聯合國民革命軍反孫之意。王曉籟抵粵後受邀參加黃埔軍校出師大會，和國民政府重要人物會晤。
1927年3月29日，上海临时市政府成立，任政府委员。四一二政变后，又担任过江苏兼上海财政委员会常务委员、國民政府財政部特税处副处长、全国卷烟特税局局长等职。九一八事变后，历任上海各界抗日会常委、中国航空协会总会理事长、胶济铁路理事长、上海市临时参议会参议长、上海鱼市场总经理、锡沪公路汽车公司总经理。抗战期间，任中央赈济委员会常委、国民参政员，并在重庆建立开来兴业公司与中国人寿保险公司并任总经理。抗战勝利后，任中華民國商會全國聯合會理事长，并曾出任中一信托公司、通易信托公司、江海银行、东南汽车公司等公司董事长。中华人民共和国成立，当选为上海市人民代表大会代表、上海市政协委员。1967年，在上海逝世。

## 延伸阅读
[在维基数据编辑]
 《海上名人傳·王曉籟》，出自《海上名人傳》
 在维基共享资源阅览影像